# Dirmsteiner Jesuitenhofgarten

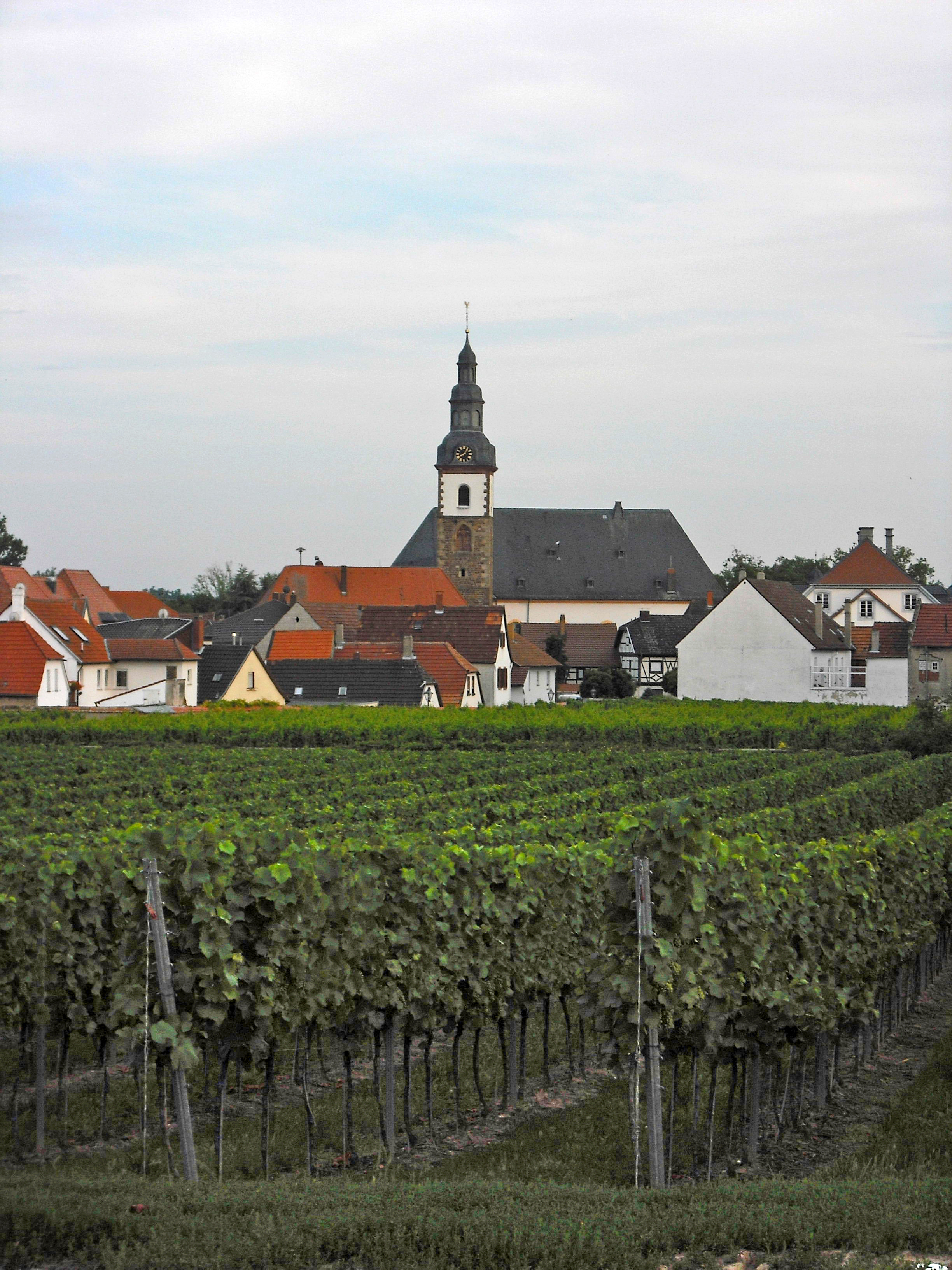
Die Weinlage von der Obersülzer Straße aus nach Süden

Der Jesuitenhofgarten ist die flächenmäßig kleinste Weinlage von Dirmstein, einer alten pfälzischen Winzergemeinde im Nordosten des Leiningerlands (Rheinland-Pfalz). Mit 5,5 Hektar zählt er zu den kleineren Einzellagen sowohl in der Pfalz als auch in Deutschland. Angebaut werden vor allem Riesling- und Burgunderweine, die häufig mit Preisen ausgezeichnet werden.

## Geographie

### Lage

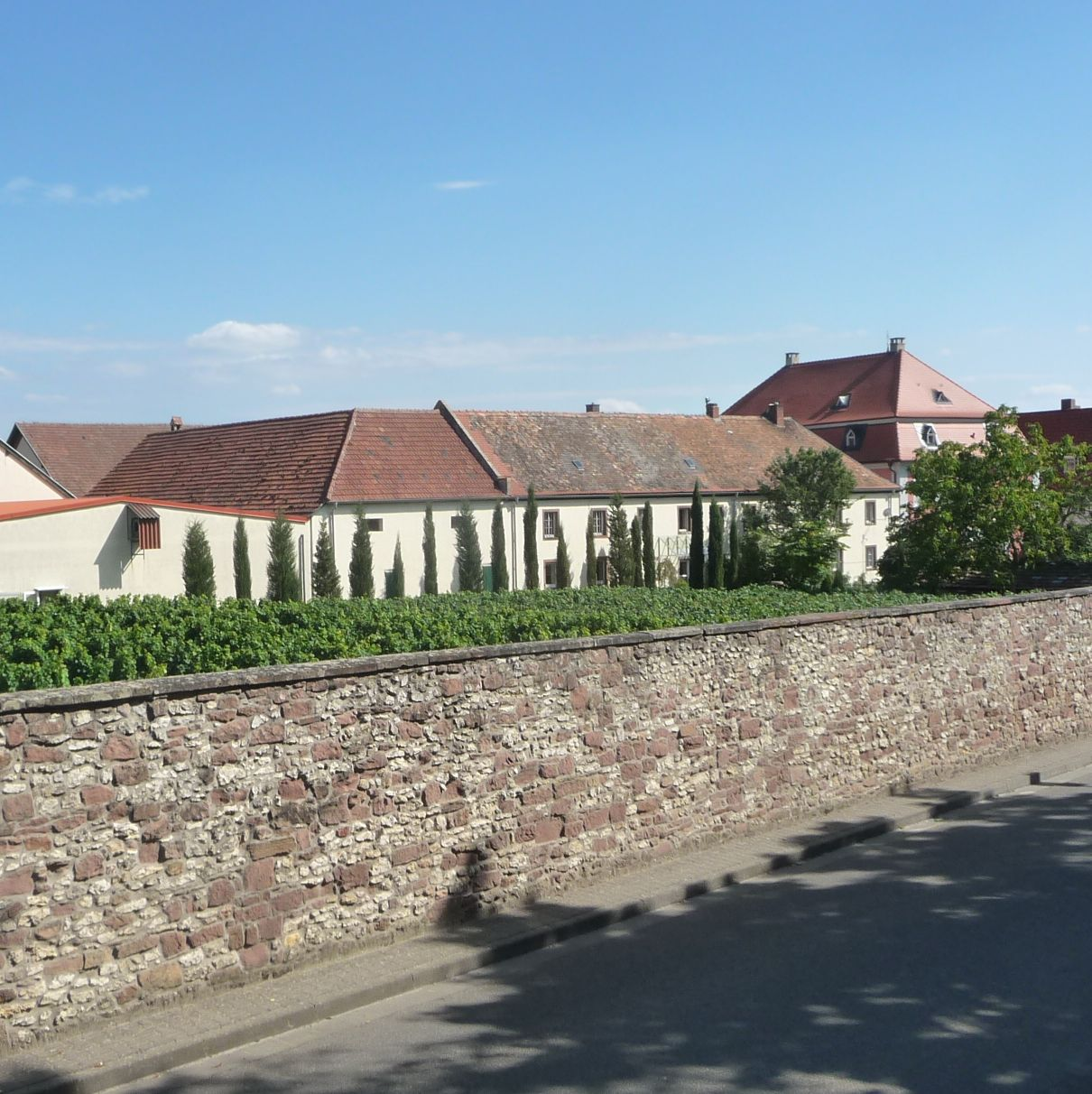
Historische Mauer nach Westen

Der Jesuitenhofgarten erstreckt sich auf einer Höhe von 102 bis 109 m ü. NHN innerhalb der Wohnbebauung nördlich des historischen Oberdorfs. Er grenzt von Süden her unmittelbar an die Landesstraße 453, die dort als Obersülzer Straße Teil der Hauptverkehrsachse durch Dirmstein von Grünstadt im Westen nach Frankenthal im Osten ist. Ihre Südseite ist entlang der Weinberge auf etwa 250 m unbebaut. Die alte, gut 2 m hohe Ummauerung des Geländes aus Bruch- und Feldsteinen wurde zugunsten der Verwendung moderner landwirtschaftlicher Maschinen an vielen Stellen niedergelegt und ist nur noch nach Westen hin, zur Straße Obertor, unversehrt erhalten. Als Besonderheit liegt ein zur zweitgrößten örtlichen Lage Mandelpfad zählender Weinberg (Gewanne Dreißigmorgen) mitten im Jesuitenhofgarten.

### Klima und Boden

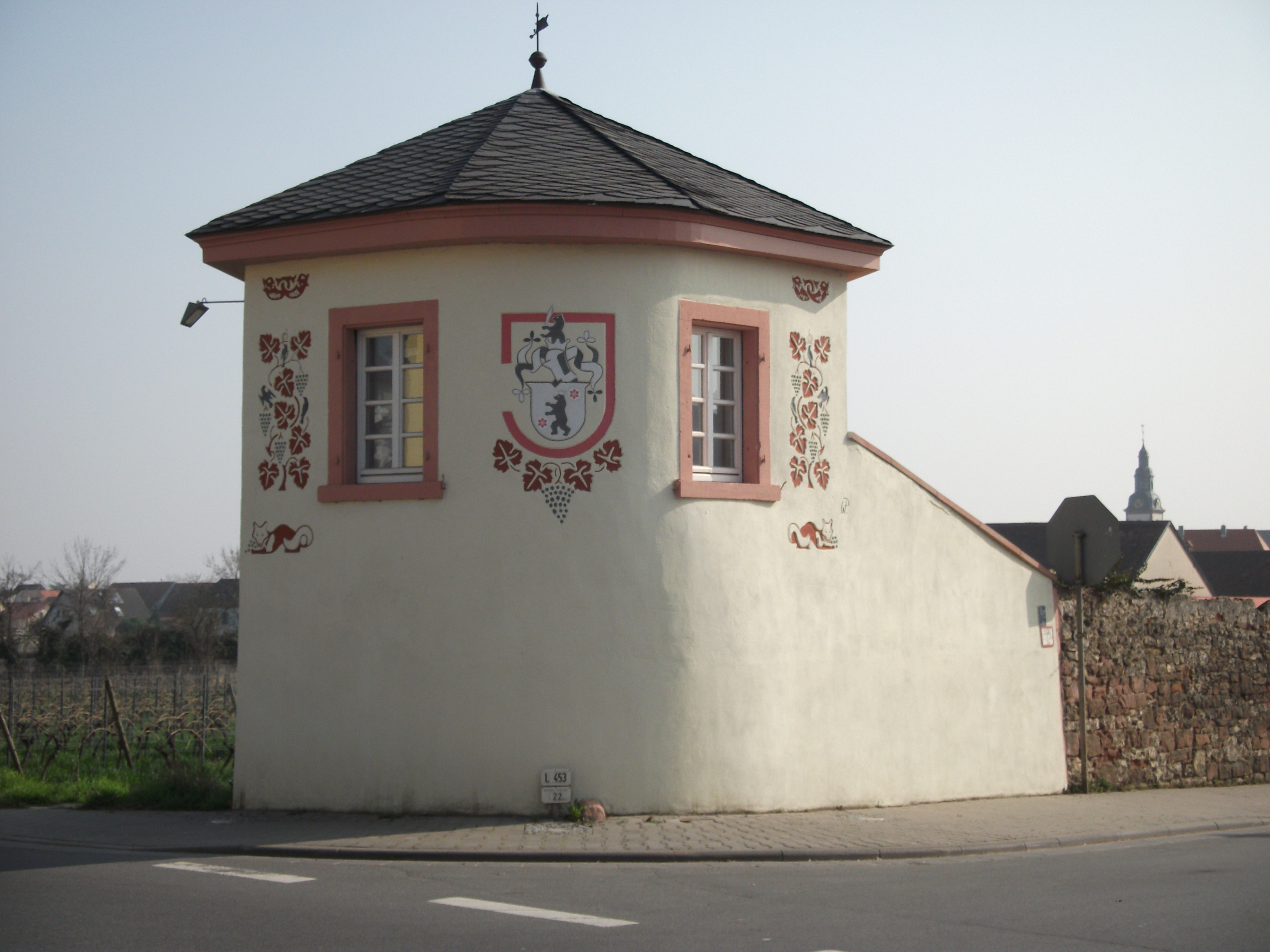
Gartenpavillon

Das sonnige und regenarme Klima des Leiningerlandes begünstigt auch in Dirmstein die Produktion hochwertiger Gewächse. Der Jesuitenhofgarten liegt an einem Südhang, der durch die Wohnbebauung im Norden gut gegen Kaltluft geschützt ist. Der Boden ist trocken und überwiegend sandig, so dass seine rasche Erwärmung gewährleistet ist. Das Gelände steigt aus der Aue des Eckbachs leicht von Süd nach Nord an. Es weist somit einen günstigen Winkel zum Sonnenlauf auf, der die Strahlungsintensität verstärkt; zudem wird die Zeit verlängert, in der die Trauben tagsüber der Sonne ausgesetzt sind und Zucker bilden können. Die Hangneigung bewirkt auch, dass in frostigen Frühjahrsnächten kalte Luftmassen kleinräumig nach Süden zum Oberdorf hin abfließen und Erfrierungen an den Rebstöcken meist ausbleiben.

### Sehenswürdigkeiten
In der Nordwestecke der Weinlage, wo an deren höchster Stelle die Straße Obertor von der Obersülzer Straße abzweigt, steht ein sehr gut restaurierter und denkmalgeschützter Gartenpavillon, der aus dem 19. Jahrhundert stammt und den der Maler und Bildhauer Walter Perron aus Frankenthal um 1950 mit Sgraffiti versehen hat. Auch die Gebäude des Jesuitenhofs und des Quadtschen Schlosses, die das Weinbergsareal nach Süden, zur Wohnbebauung hin, abschließen, unterliegen dem Denkmalschutz.

## Geschichte

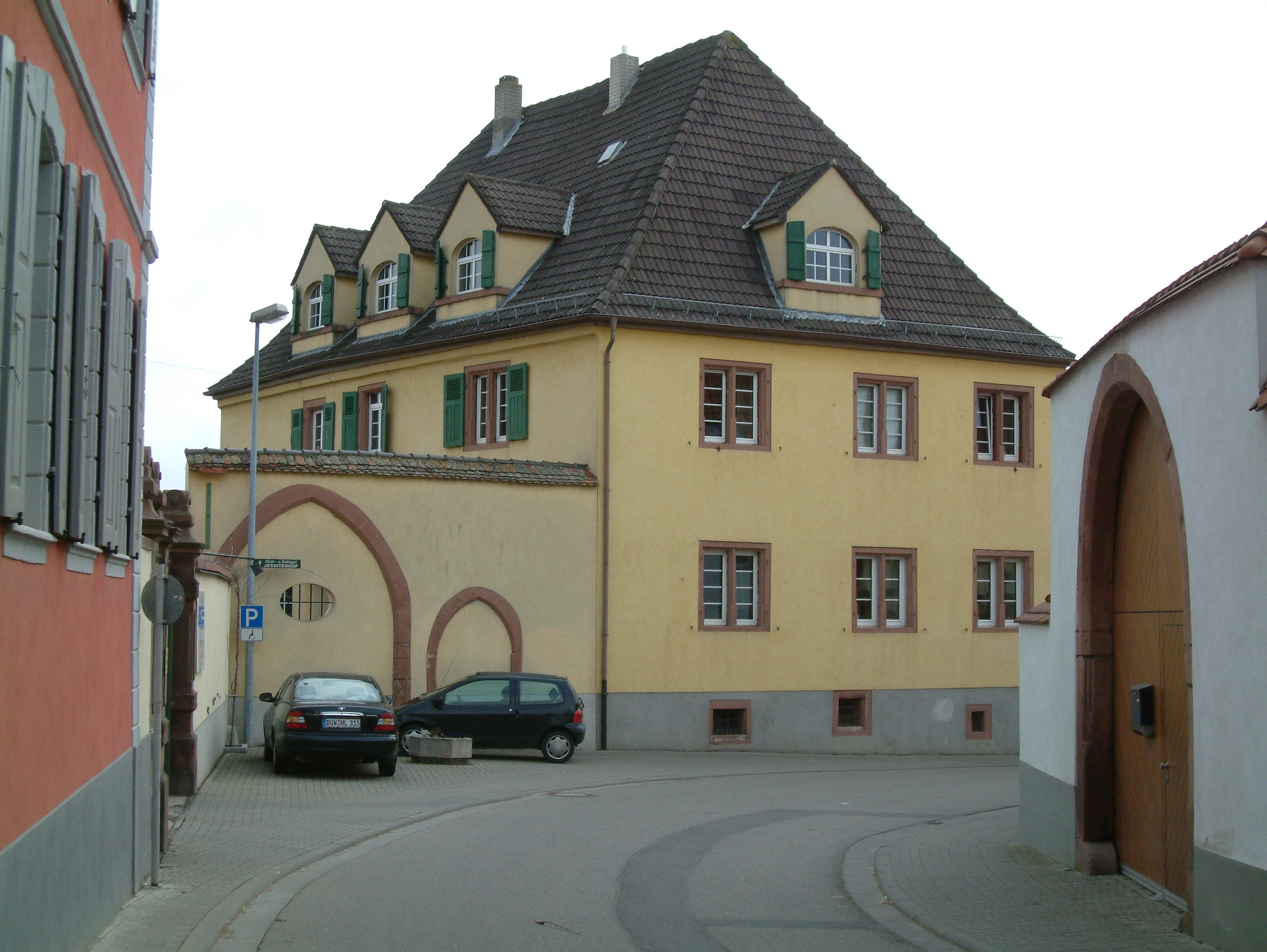
Weingut Jesuitenhof im historischen Anwesen

Schon seit der Römerzeit wird in der Vorderpfalz Wein angebaut. In Dirmstein wurde der Weinbau im Jahre 1141 erstmals urkundlich erwähnt.
Der Name „Jesuitenhofgarten“ geht auf ein Kloster zurück, das im Jahre 1500 am damaligen Nordrand des Oberdorfs angelegt wurde und nach wenigen Jahrzehnten ins Eigentum des 1534 gegründeten Jesuitenordens gelangte. Das Kloster und seine Weinberge waren von einer Mauer umgeben, die bis ins 20. Jahrhundert durchgängig intakt war.
1795 wurde das Kloster profaniert und später verkauft, als nach der Französischen Revolution große Gebiete westlich des Rheins durch Frankreich annektiert wurden. Seither wird das Anwesen, das ebenfalls unter Denkmalschutz steht, als Weingut betrieben. Es führt den Namen Jesuitenhof, und zu ihm gehören die Weinberge des Jesuitenhofgartens.
Früher gab es in Dirmstein zahlreiche Weinlagen, die meist nur geringe Ausdehnung hatten. Sie wurden bald nach dem Zweiten Weltkrieg zu drei Einzellagen, von West nach Ost Mandelpfad (152,5 Hektar), Jesuitenhofgarten (5,5 Hektar) und Herrgottsacker (155,2 Hektar), zusammengefasst. Alle gehören zur Großlage Schwarzerde.